# Ђузепе Мацини (Верона)
Ђузепе Мацини је насеље у Италији у округу Верона, региону Венето.
Према процени из 2011. у насељу је живело 33 становника. Насеље се налази на надморској висини од 200 м.